# 궁중음악
궁중음악(宮中音樂)은 세 가지 주요 음악 장르로 구성된다. 중국에서 수입한 아악, 그리고 향악이라 불리는 순수한 한국형, 그리고 당악이라고 불리는 중국과 한국 형식의 조합이다.
한국의 궁중음악과 그 역사적 기원은 삼국 시대(기원전 57~668년), 남북국 시대(668~935년), 고려(918~1392년), 조선왕조(1392~1910년)까지 거슬러 올라간다. 이는 아악(雅樂)으로 알려진 중국 궁정 음악을 부분적으로 모델로 삼았다. 한국 궁중 음악은 또한 가가쿠로 알려진 일본 궁중 음악과 아악에서 파생된 냐녹(nhã nhạc)으로 알려진 베트남 궁중 음악과 유사점을 보여준다.
연회 춤 형태의 공연은 일반적으로 궁중 음악과 함께 진행되며, 여기서 음악 기관은 음악가와 연주자에게 한국 전통 춤 형태를 가르치고 훈련시키는 역할을 한다. 한국 궁중음악에 사용되는 악기는 특정 장르에 따라 다르지만 세 가지 유형 간에 다양한 중복이 나타난다. 또한 전통 궁중 음악은 정부, 전국 음악 협회, 한국 음악과 같은 대중 문화 형태를 통해 대한민국 현대 사회에 중요한 문화적 영향을 계속해서 보여주고 있다.

## 같이 보기
- 한국의 역사
- 한국의 문화
- 국립국악원
- 한국 전통 악기